# فرودگاه باهیر دار
فرودگاه باهیر دار (به انگلیسی: Bahir Dar Airport) (به زبان بومی: የባሕር ዳር ግንቦት ሃያ የአየር ማረፊያ) یک فرودگاه همگانی با کد یاتا BJR است . این فرودگاه در کشور اتیوپی قرار دارد .